# Paucituberculata
Os paucituberculados (Paucituberculata) é uma ordem de marsupiais da América do Sul, que contém apenas a família vivente dos cenolestídeos e três gêneros viventes, além de inúmeras formas fósseis. O grupo inclui animais de pequeno porte, semelhantes em forma aos musaranhos, que habitam florestas e planaltos dos Andes.
Estes animais têm no máximo 15 cm de comprimento e pesam poucos gramas. Têm uma cauda longa e coberta de pelos e um focinho afilado. São carnívoros e alimentam-se de insectos, minhocas e outros invertebrados. Os paucituberculados têm olhos pequenos e ineficazes, contando com o sentido do olfacto e com os longos bigodes para localizar presas e predadores. São animais crepusculares, ativos principalmente de manhã cedo ou ao fim da tarde. Quando não estão a caçar encontram-se escondidos em túneis e tocas.

## Classificação
Sequência linear segue McKenna e Bell (1997). As famílias e superfamílias extintas estão marcadas com † :
- Ordem Paucituberculata Ameghino, 1894
  - Superfamília Caenolestoidea Trouessart, 1898 sensu Osborn, 1910
    - Família †Sternbergiidae Szalay, 1994
    - Família Caenolestidae Trouessart, 1898
    - Família †Palaeothentidae Sinclair, 1906
    - Família †Abderitidae Ameghino, 1889

  - Superfamília †Polydolopoidea Ameghino, 1897
    - Família †Sillustaniidae Crochet & Sigé, 1996
    - Família †Polydolopidae Ameghino, 1897
    - Família †Prepidolopidae Pascual, 1980
    - Família †Bonapartheriidae Pascual, 1980

  - Superfamília †Argyrolagoidea Ameghino, 1904
    - Família †Argyrolagidae Ameghino, 1904
    - Família †Patagoniidae Pascual & Carlini, 1987
    - Família †Groeberiidae Patterson, 1952

  - Superfamília †Caroloameghinioidea Ameghino, 1901
    - Família †Glasbiidae Clemens, 1966
    - Família †Caroloameghiniidae Ameghino, 1901